# Пезешкиан, Масуд
Масуд Пезешкиан (перс. مسعود پزشکیان‎, азерб. مسعود پزشکیان; род. 29 сентября 1954, Мехабад, Шаханшахское Государство Иран) — иранский кардиохирург, политический и государственный деятель, реформатор, 9-й президент Исламской Республики Иран с 28 июля 2024 года. Представлял избирательные округа Тебриз, Оску и Азаршахр в парламенте Ирана. Занимал пост первого заместителя спикера парламента с 2016 по 2020 год, с 2001 по 2005 год был министром здравоохранения и медицинского образования в правительстве Мохаммада Хатами.
Баллотировался на президентских выборах 2013 года, но снял свою кандидатуру. Снова баллотировался на выборах 2021 года, однако его кандидатура была отклонена. К досрочным президентским выборам 2024 года Пезешкиан прошёл квалификацию и был допущен к участию. Вместе с Саидом Джалили прошёл во второй тур и победил с результатом более 53 % голосов. Он был официально назначен президентом Ирана 28 июля 2024 года. Инаугурация состоялась 30 июля 2024 года.

## Биография

### Ранние годы
Родился 29 сентября 1954 года в населённом в основном курдами городе Мехабад иранской провинции Западный Азербайджан. Согласно сторонним источникам, отец — азербайджанец, мать — курдянка. По словам самого Пезешкиана, и мать, и отец у него — тюрки. Он на уровне носителя знает как курдский, так и азербайджанский языки. В 1973 году получил диплом и переехал в Заболь служить по призыву. Именно в это время он заинтересовался медициной. После окончания службы он вернулся в родную провинцию, где поступил в медицинский институт и получил степень по общей медицине. Во время ирано-иракской войны (1980—1988) Пезешкиан часто бывал на передовой, где отвечал за отправку медицинских бригад и работал врачом. Пезешкиан закончил курс врача общей практики в 1985 году и начал преподавать физиологию в медицинском колледже.
После войны продолжил обучение по специальности общей хирургии в Тебризском университете медицинских наук. В 1993 году получил специальность по кардиохирургии в Университете медицинских наук Ирана. Позже стал специалистом в области кардиохирургии, а в 1994 году — президентом Тебризского университета медицинских наук и занимал эту должность в течение пяти лет.

### Религиозная деятельность
Пезешкиан — преподаватель Корана и чтец Пути Красноречия, ключевого текста для мусульман-шиитов. Он также является членом «Общества ирано-турецкой дружбы».

### Политическая карьера
Политический путь Пезешкиана начался, когда он присоединился к администрации Мохаммада Хатами в качестве заместителя министра здравоохранения в 1997 году. Четыре года спустя он был назначен министром здравоохранения, проработав в этой должности с 2001 по 2005 год. С тех пор он пять раз избирался в иранский парламент, где также занимал должность первого заместителя спикера парламента с 2016 по 2020 год.
Баллотировался на президентских выборах 2013 года, но снял свою кандидатуру. На президентских выборах 2021 года его кандидатура была отклонена. Наконец, был допущен к участию в досрочных президентских выборах 2024 года, на которых был единственным кандидатом-реформатором, и одержал в них победу, набрав во втором туре более 53 % голосов.
Пезешкиан был официально назначен президентом Высшим руководителем Ирана Али Хаменеи 28 июля 2024 года и был приведён к присяге перед иранским парламентом 30 июля 2024 года.

#### Интервью Такеру Карлсону
Масуд Пезешкиан стал участником в интервью у Такера Карлсона. Об этом стало известно 5 июля 2025 года, когда журналист сделал его анонс у себя в социальных сетях. Интервью же вышло на следующий день 6 июля, и оно проводилось в онлайн-формате.
Главной повесткой в интервью, в которой обсудили Пезешкиан с Карлсоном стала продолжающаяся эскалированная ирано-израильская война 2025 года. Попутно также они обсудили о возможных связях Израиля с МАГАТЭ, покушениях на иранского президента и вся повестка Ирана в мировой политике.
Интервью вызвало широкий резонанс как в самом Иране, так и во всём Западе. Оно стало одним из первых случаев, когда иранский лидер напрямую обратился к западной аудитории через платформу, связанную с консервативными кругами США. Ряд западных экспертов, включая Джозеф Эпштейн из Института Йорктауна, раскритиковали Карлсона за «мягкие» вопросы, которые позволили Пезешкиану изложить позицию Ирана без серьёзного противодействия. В интервью не обсуждались темы прав человека, поддержки террористических групп или деталей ядерной программы, что вызвало обвинения в однобокости. Также заявление Пезешкиана о попытке Израиля его убить (без предоставления доказательств) было встречено скептически в западных СМИ, таких как The Guardian и Newsweek. Израиль официально не прокомментировал эти обвинения. Умеренные иранские СМИ, например Ham Mihan, назвали интервью «позитивным сигналом» для диалога с Западом, отметив важность прямого обращения к международной аудитории. Но при этом 24 депутата иранского парламента подписали письмо, обвинив Пезешкиана в «демонстрации слабости» перед США после их ударов по ядерным объектам Ирана.

## Личная жизнь
Жена Пезешкиана была гинекологом. В 1993 году Пезешкиан потерял жену и одного из своих детей в автокатастрофе. Он вырастил оставшихся двух сыновей и дочь один и больше никогда не женился. Его дочь Захра Пезешкиан имеет степень магистра химии в Технологическом университете Шарифа и работала в Jam Petrochemical до прихода к власти правительства Рухани.
Пезешкиан болеет за футбольный клуб «Трактор».

## Награды
- Медаль Туркменистана «Magtymguly Pyragynyň 300 ýyllygyna» (11 октября 2024 года, Туркменистан) — учитывая заслуги в расширении дружеских отношений между Туркменистаном и Исламской Республики Иран, в изучении, бережном сохранении, популяризации и донесении грядущим поколениям творческого наследия поэта-классика туркменской литературы Махтумкули Фраги, большой личный вклад в сближение и обогащение культур, укрепление дружбы, братства и взаимовыгодного сотрудничества между туркменским и иранским народами, а также по случаю 300-летия туркменского поэта и мыслителя Махтумкули Фраги[32].